# مقاطعة تيفت (جورجيا)
مقاطعة تيفت (بالإنجليزية: Tift County)‏ هي إحدى المقاطعات في ولاية جورجيا في الولايات المتحدة الأمريكية.